# Sociaal systeem
Een sociaal systeem is een veelheid van individuen die met elkaar in interactie staan waarbij zij zich onderscheiden van de omgeving. Het begrip wordt vooral gebruikt in het structureel functionalisme. Het sociaal systeem wijst daarin niet alleen op het netwerkkarakter, maar ook op de functie van sociale verschijnselen, de bijdrage aan het systeem. Het begrip is vooral uitgewerkt door Talcott Parsons. Elk sociaal systeem heeft een structuur die bepaald wordt door de sociale posities in de onderlinge relaties en de cultuur die bepaald wordt door de gedeelde waarden en normen.
Een sociaal systeem kan variëren van kleine groepen en organisaties tot gehele samenlevingen. Een sociaal systeem is een open systeem dat invloed ondergaat van andere systemen in de maatschappij en deze ook beïnvloedt. De beïnvloeding moet daarbij wel beperkt zijn zodat het eigen karakter van het systeem herkenbaar blijft. Grotere systemen zijn over het algemeen beter in staat om dit te bereiken, maar de identiteit kan daardoor wel minder duidelijk zijn. Dat komt ook doordat grote systemen veelal uit subsystemen bestaan die voortkomen uit arbeidsdeling.
Parsons stelde dat een sociaal systeem zich bij wijzigingen van de omgeving aan moet passen om te overleven. Om dit succesvol te kunnen uitvoeren, moet een systeem zich differentiëren in een aantal deelsystemen met elk een eigen functie die hij weergaf in het AGIL-schema.